# Victor Heerman
Victor Heerman (Surrey, 27 de agosto de 1893 – Los Ángeles, 3 de noviembre de 1977) fue un director de cine, productor y guionista británico. Después de escribir y dirigir comedias cortas para Mack Sennett, Heerman se asoció con su esposa Sarah Y. Mason para ganar el Premio de la Academia al mejor guion adaptado de la novela Louisa May Alcott Mujercitas en 1933. Dirigió la segunda película de los Hermanos Marx, El conflicto de los Marx, en 1930. Mason y él fueron los primeros guionistas involucrados en guiones tempranos, nunca producidos, encargados para lo que se convertiría en "Orgullo y prejuicio de MGM.

## Filmografía

### Como director
- She Loved a Sailor (1916, corto)
- Are Waitresses Safe?: 1917, corto)
- A Maiden's Trust: (1917, corto)
- Pinched in the Finish: 1917, corto)
- Stars and Bars: (1917, corto)
- Watch Your Neighbor (1918, corto)
- His Naughty Wife (1919, corto)
- Chicken à la Cabaret (1920, corto)
- The River's End (1920)
- Don't Ever Marry (1920)
- The Poor Simp (1920)
- Mi chico (My Boy) (1921)
- The Chicken in the Case (1921)
- A Divorce of Convenience (1921)
- John Smith (1922)
- Love Is an Awful Thing (1922)
- Modern Marriage (1923)
- Rupert of Hentzau (1923)
- The Dangerous Maid (1923)
- The Confidence Man (1924)
- Old Home Week (1925)
- Irish Luck (1925)
- For Wives Only (1926)
- Rubber Heels (1927)
- Ladies Must Dress (1927)
- Love Hungry (1928)
- Paramount on Parade:  (1930, sequence director)
- Personality (1930)
- El conflicto de los Marx (Animal Crackers) (1930)
- Sea Legs (1930)
- The Stolen Jools: (1931, short)

### Como guionista
- La edad de la inocencia (The Age of Innocence) de Philip Moeller (1934)
- Imitación de la vida (Imitation of Life) de John M. Stahl (1934)
- Sangre gitana (The Little Minister) de Richard Wallace (1934)
- Las cuatro hermanitas (Little Women) de George Cukor (1935)
- Corazones rotos (Break of Hearts) de Philip Moeller (1935)
- Sublime obsesión (Magnificent Obsession) de John M. Stahl (1935)
- Stella Dallas de King Vidor (1937)
- Sueño dorado (Golden Boy) de Rouben Mamoulian (1939)
- Más fuerte que el orgullo (Pride and Prejudice) de Robert Z. Leonard (1940)
- Gente alegre (A Girl, a Guy, and a Gob) de Richard Wallace (1941)
- Cita en San Luis (Meet Me in St. Louis) de Vincente Minnelli (1944) (sin acreditar)
- Mujercitas (Little Women) de Mervyn LeRoy (1949)
- Obsesión (Magnificent Obsession) de Douglas Sirk (1954) (basada en uno de sus guiones)

## Premios y distinciones
Premios Óscar
| Año  | Categoría        | Película              | Resultado |
| ---- | ---------------- | --------------------- | --------- |
| 1934 | Mejor adaptación | Las cuatro hermanitas | Nominado  |